# Steven Moszkowski
Steven Alexander Moszkowski (* 13. März 1927 in Berlin; † 11. Dezember 2020) war ein US-amerikanischer theoretischer Kernphysiker.
Moszkowski studierte an der University of Chicago mit Bachelor-Abschluss 1946, Master-Abschluss 1950 und Promotion 1952. 1950/51 studierte er am Argonne National Laboratory und 1952/53 an der Columbia University. Er lehrte ab 1953 als Assistant Professor und später als Professor an der University of California, Los Angeles (UCLA). Von 1962 bis 1968 war er am Oak Ridge National Laboratory und von 1973 bis 1999 am Lawrence Livermore National Laboratory tätig.
Von 1953 bis 1971 war er Berater der RAND Corporation. 1961/62 war er Guggenheim Fellow; außerdem war er Fellow der American Physical Society.

## Schriften
- Models of nuclear structure, in Siegfried Flügge Handbuch der Physik, Band 39, 1957, S. 411–550
- mit C. S. Wu: Beta Decay, Wiley/Interscience 1966
- mit C. H. Druce: Interacting Boson Model with Surface Delta Interaction between Nucleons: Structure and Interaction of Bosons, Phys. Rev. C, Band 33, 1986, S. 330–334
- mit J. Zimanyi: Nuclear Equation of State with Derivative Scalar Coupling, Phys. Rev. C, Band 42, 1990, S. 1416–1421